# Arrondissement d'Unna
L'arrondissement de Unna, en allemand Kreis Unna, est une division administrative allemande, située dans le land de Rhénanie-du-Nord-Westphalie.

## Situation géographique
L'arrondissement d'Unna (Kreis Unna) est situé à l'est de la région de la Ruhr entre les villes de Hagen, Dortmund et Hamm. Il a encore des limites avec les arrondissements de La Marck, Soest, Coesfeld et Recklinghausen.

## Histoire
L'arrondissement fut créé le 1er janvier 1975 par loi du 9 juillet 1974 en regroupant les communes de l'ancien arrondissement de même nom qui n'avaient pas intégré aux villes voisines avec la ville-arrondissement de Lünen et les villes de Schwerte (anc. arr. d'Iserlohn), Selm et Werne (ancien arrondissement de Lüdinghausen).

## Héraldique
|  | L'écu d'arrondissement d'Unna se blasonne ainsi : D'or, á la champagne échiqueté d'argent et de gueules de trois tires, un lion de gueules issant du damier |

Une combinaison de l'arme du Comté de la Marck avec une variation de l'arme du Duché de Berg, une ligne collatérale des comtes de la Marck.

## Communes
L'arrondissement compte 10 communes dont 8 villes.

communes de l'arrondissement

- Bergkamen, ville
- Bönen
- Fröndenberg/Ruhr, ville
- Holzwickede
- Kamen, ville
- Lünen, ville
- Schwerte, ville
- Selm, ville
- Unna, ville
- Werne, ville

## Politique

### Élections du préfet (Landrat)

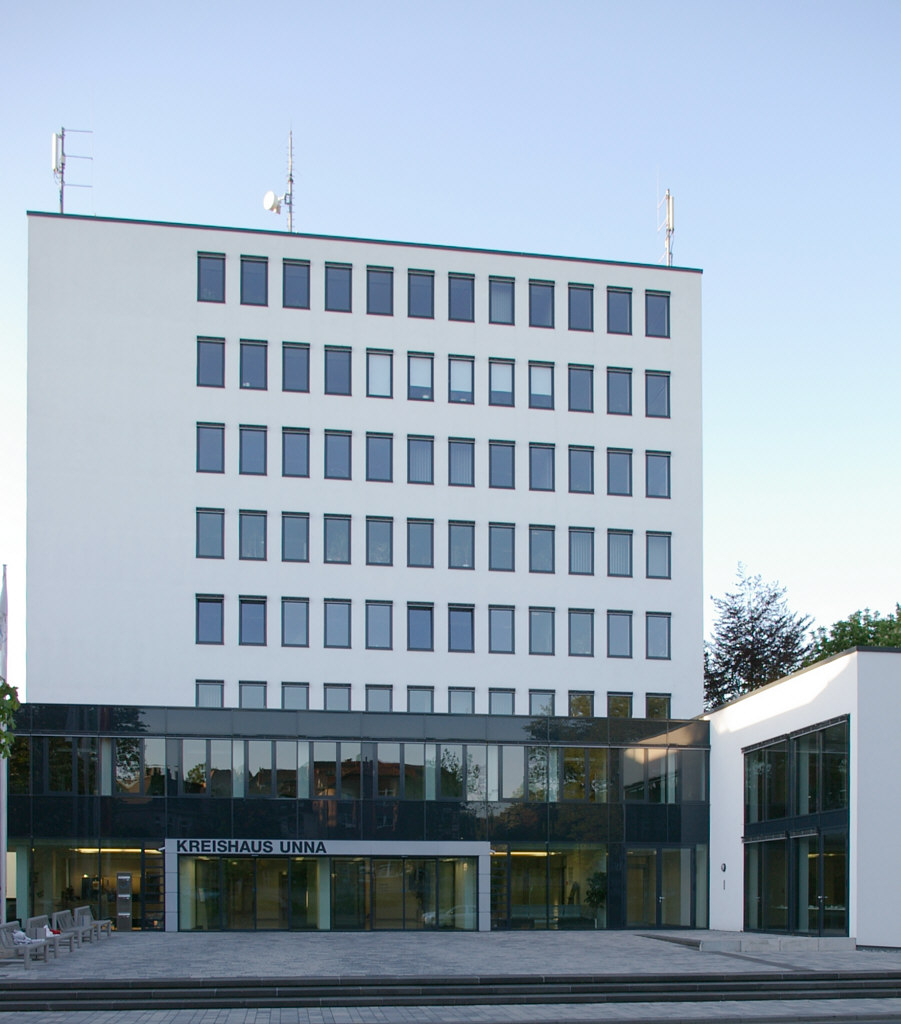
Bâtiment administratif à Unna

| Scrutin du 30 août 2009 | Scrutin du 30 août 2009 | Scrutin du 30 août 2009 | Scrutin du 30 août 2009 | Scrutin du 25 mai 2014 | Scrutin du 25 mai 2014 | Scrutin du 25 mai 2014 | Scrutin du 25 mai 2014 |
| Parti                   | Candidat                | Votes                   | %                       | Parti                  | Candidat               | Votes                  | %                      |
| ----------------------- | ----------------------- | ----------------------- | ----------------------- | ---------------------- | ---------------------- | ---------------------- | ---------------------- |
| SPD                     | Michael Makiolla        | 93 101                  | 53,7 %                  | SPD                    | Michael Makiolla       | 86,869                 | 54,2 %                 |
| CDU FDP                 | Wilhelm Jasperneite     | 55 624                  | 32,1 %                  | CDU                    | Wilhelm Jasperneite    | 46 088                 | 28,8 %                 |
| Verts                   | Herbert Goldmann        | 17 174                  | 9,9 %                   | Verts                  | Jochen Nadolski-Voigt  | 14 317                 | 8,9 %                  |
| FWG                     | Helmut Stalz            | 7 392                   | 4,3 %                   | FW                     | Helmut Stalz           | 6 127                  | 3,8 %                  |
|                         |                         |                         |                         | PIRATEN                | Ralf Schaefer          | 6 787                  | 4,2 %                  |
| Taux de participation   | Taux de participation   | Taux de participation   | 53,7 %                  | Taux de participation  | Taux de participation  | Taux de participation  | 50,2 %                 |

### Élections du conseil (Kreistag)
|              | Scrutin du 30 août 2009 | Scrutin du 30 août 2009 | Scrutin du 30 août 2009 | Scrutin du 25 mai 2014 | Scrutin du 25 mai 2014 | Scrutin du 25 mai 2014 |
| Parti        | Votes                   | %                       | Sièges                  | Votes                  | %                      | Sièges                 |
| ------------ | ----------------------- | ----------------------- | ----------------------- | ---------------------- | ---------------------- | ---------------------- |
| SPD          | 72 708                  | 42,9 %                  | 30                      | 67 078                 | 41,9 %                 | 29                     |
| CDU          | 49 245                  | 28,5 %                  | 20                      | 47 165                 | 29,4 %                 | 21                     |
| Grünen       | 20 138                  | 11,6 %                  | 8                       | 17 987                 | 11,2 %                 | 8                      |
| FDP          | 13 166                  | 7,6 %                   | 5                       | 5 454                  | 3,4 %                  | 2                      |
| Die Linke    | 8 506                   | 4,9 %                   | 3                       | 7 938                  | 5,0 %                  | 3                      |
| FWG          | 4 831                   | 2,8 %                   | 2                       | 4 310                  | 2,7 %                  | 2                      |
| STATT Partei | 710                     | 0,4 %                   | -                       |                        |                        |                        |
| GFL          | 3 722                   | 2,2 %                   | 2                       | 3 937                  | 2,5 %                  | 2                      |
| UWG          |                         |                         |                         | 1 542                  | 1,0 %                  | 1                      |
| PIRATEN      |                         |                         |                         | 4 851                  | 3,0 %                  | 2                      |
| total        |                         | 100,0 %                 | 70                      |                        | 100,0 %                | 70                     |

## Juridiction
Juridiction ordinaire

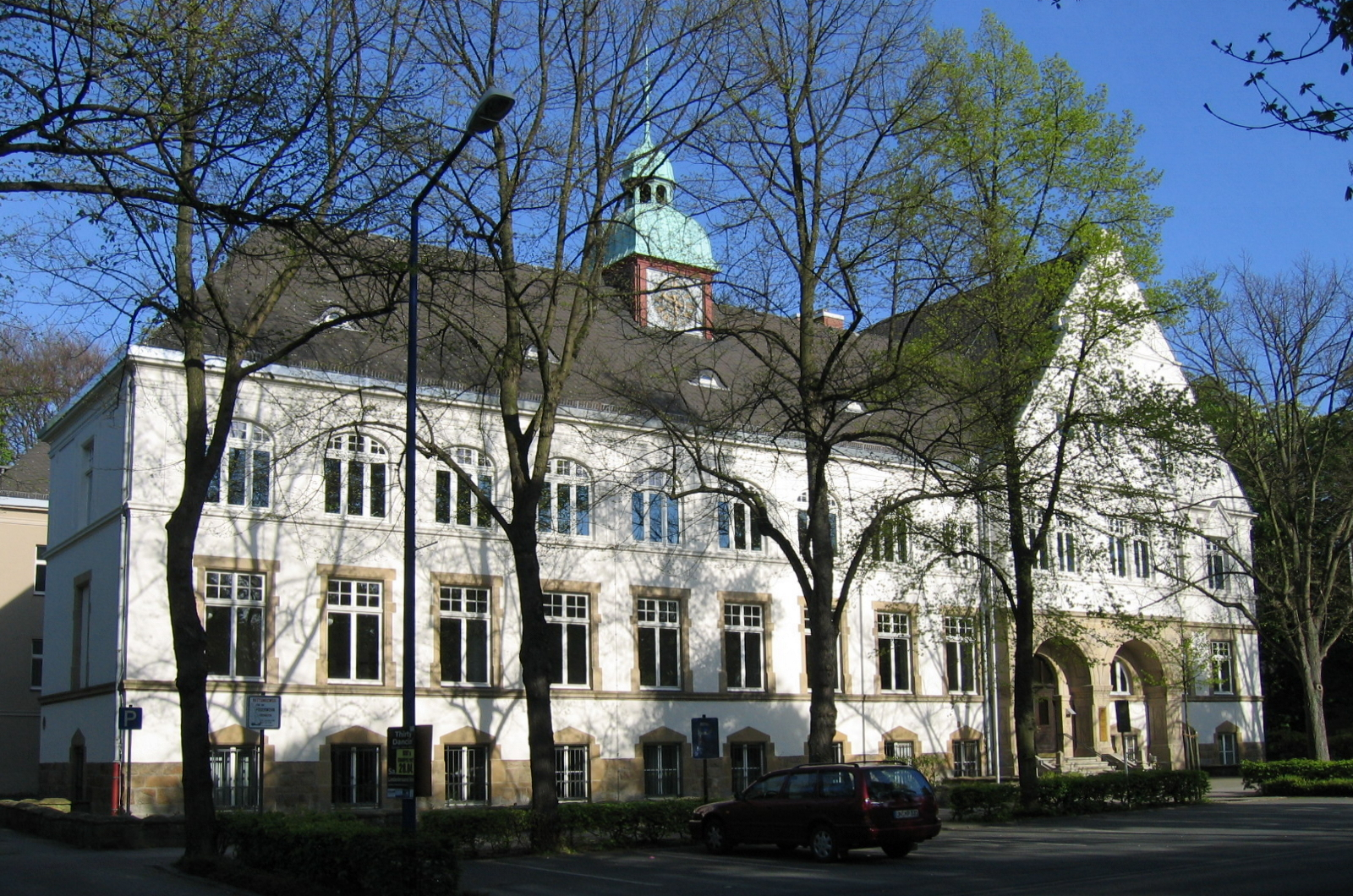
Tribunal cantonal d'Unna

- Cour d'appel (Oberlandesgericht) de Hamm
  - Tribunal régional (Landgericht) de Dortmund
    - Tribunal cantonal (Amtsgericht) de Kamen: Bergkamen, Kamen
    - Tribunal cantonal de Lünen: Lünen, Selm, Werne
    - Tribunal cantonal d'Unna: Bönen, Fröndenberg/Ruhr, Holzwickede, Unna

  - Tribunal régional de Hagen
    - Tribunal cantonal de Schwerte: Schwerte

Juridiction spéciale
- Tribunal supérieur du travail (Landesarbeitsgericht) de Hamm
  - Tribunal du travail (Arbeitsgericht) de Dortmund
- Tribunal administratif (Verwaltungsgericht) de Gelsenkirchen
- Tribunal des affaires de Sécurité sociale (Sozialgericht) de Dortmund